# Solanum cernuum
Solanum cernuum är en potatisväxtart som beskrevs av Vell. Solanum cernuum ingår i släktet skattor som ingår i familjen potatisväxter. Inga underarter finns listade i Catalogue of Life.